# چرسک (استان ماسوویان)
چرسک (به لهستانی:  Czersk) یک روستا در لهستان است که در گمینا گورا کالواریا واقع شده‌است. چرسک ۵۹۰ نفر جمعیت دارد.